# 小行星4551
小行星4551（4551 Cochran）是一颗绕太阳运转的小行星，为主小行星带小行星。该小行星于1979年6月28日发现。

## 轨道参数
小行星4551的轨道半长轴为2.4296381 UA，离心率为0.267。